# Erio Castellucci
Erio Castellucci (ur. 8 lipca 1960 w Forlì) – włoski duchowny katolicki, arcybiskup Modeny-Nonantoli od 2015. Od 2021 również biskup Carpi.

## Życiorys
Święcenia kapłańskie otrzymał 5 maja 1984 i został inkardynowany do diecezji Forlì. Był m.in. diecezjalnym duszpasterzem młodzieży, wicerektorem niższego seminarium, dyrektorem wydziału teologicznego regionu Emilia-Romania oraz wikariuszem biskupim.
3 czerwca 2015 papież Franciszek mianował go ordynariuszem archidiecezji Modena-Nonantola. Sakry udzielił mu 12 września 2015 biskup Lino Pizzi.
7 grudnia 2020 papież Franciszek mianował go biskupem Carpi, łącząc ją unią in persona episcopi z archidiecezją Modena-Nonantola. Ingres do katedry w Carpi odbył 1 stycznia 2021.
W 2024 grupa wiernych z Modeny wytoczyła przeciw niemu i trojgu innych osób sprawę sądową o obrazę uczuć religijnych, po tym jak zorganizował w kościele św. Ignacego w Carpi kontrowersyjna wystawę Gratia Plena (ukazano tam Chrystusa i Matkę Boską nago, Jezusa poddanego przemocy seksualnej).